# Gahnia lanigera
Gahnia lanigera är en halvgräsart som först beskrevs av Robert Brown, och fick sitt nu gällande namn av George Bentham. Gahnia lanigera ingår i släktet Gahnia och familjen halvgräs. Inga underarter finns listade i Catalogue of Life.